# International Meteor Organization
International Meteor Organization (IMO) – organizacja astronomiczna założona w 1988 roku, zrzeszająca kilkuset członków. Celem IMO jest międzynarodowa koordynacja prac na polu amatorskiej astronomii meteorowej i tym samym propagacja wiedzy o meteorach, rojach meteorowych i materii międzyplanetarnej wśród obserwatorów-amatorów.